# Andrena shteinbergi
Andrena shteinbergi är en biart som beskrevs av Osytshnjuk 1993. Andrena shteinbergi ingår i släktet sandbin, och familjen grävbin. Inga underarter finns listade i Catalogue of Life.